# Драго Самарџија
Драго Самарџија (Хумићи,14. јануара 1946 — Београд, 16. фебруар 2021) био је пуковник Војске Републике Српске. Tоком Oдбрамбено-отаџбинског рата био је командант 17. кључке лаке пјешадијске бригаде (1992 – 1994) и 7. купрешке моторизоване бригаде (1994 – 1995) Војске Републике Српске.

## Биографија
Рођен је 1946. године у селу Хумићи, општина Кључ. У Кључу је завршио основу школу и Гимназију, а од војних школа завршио је Војну академију копнене војске и Вишу војну академију. Учесник је Одбрамбено-отаџбинског рата од почетка. За команданта новоформиране 17. кључке бригаде постављен је 9. јуна 1992. Овом бригадом командовао је до краја 1994. када преузима командовање над 7. купрешком моторизованом бригадом. Био је и члан Кризног штаба општине Кључ током 1992. године. Тужилаштво БиХ подигло је оптужницу против Самарџије због наводних ратних злочина на подручју Кључа 1992. Преминуо је, 16. фебруара 2021. у 76. години од посљедица срчаног удара. Сахрањен је 19. фебруара 2021. у Бањој Луци.